# Cybister vulneratus
Cybister vulneratus är en skalbaggsart som beskrevs av Johann Christoph Friedrich Klug 1834. Cybister vulneratus ingår i släktet Cybister och familjen dykare. Inga underarter finns listade i Catalogue of Life.